# Alvise Vivarini

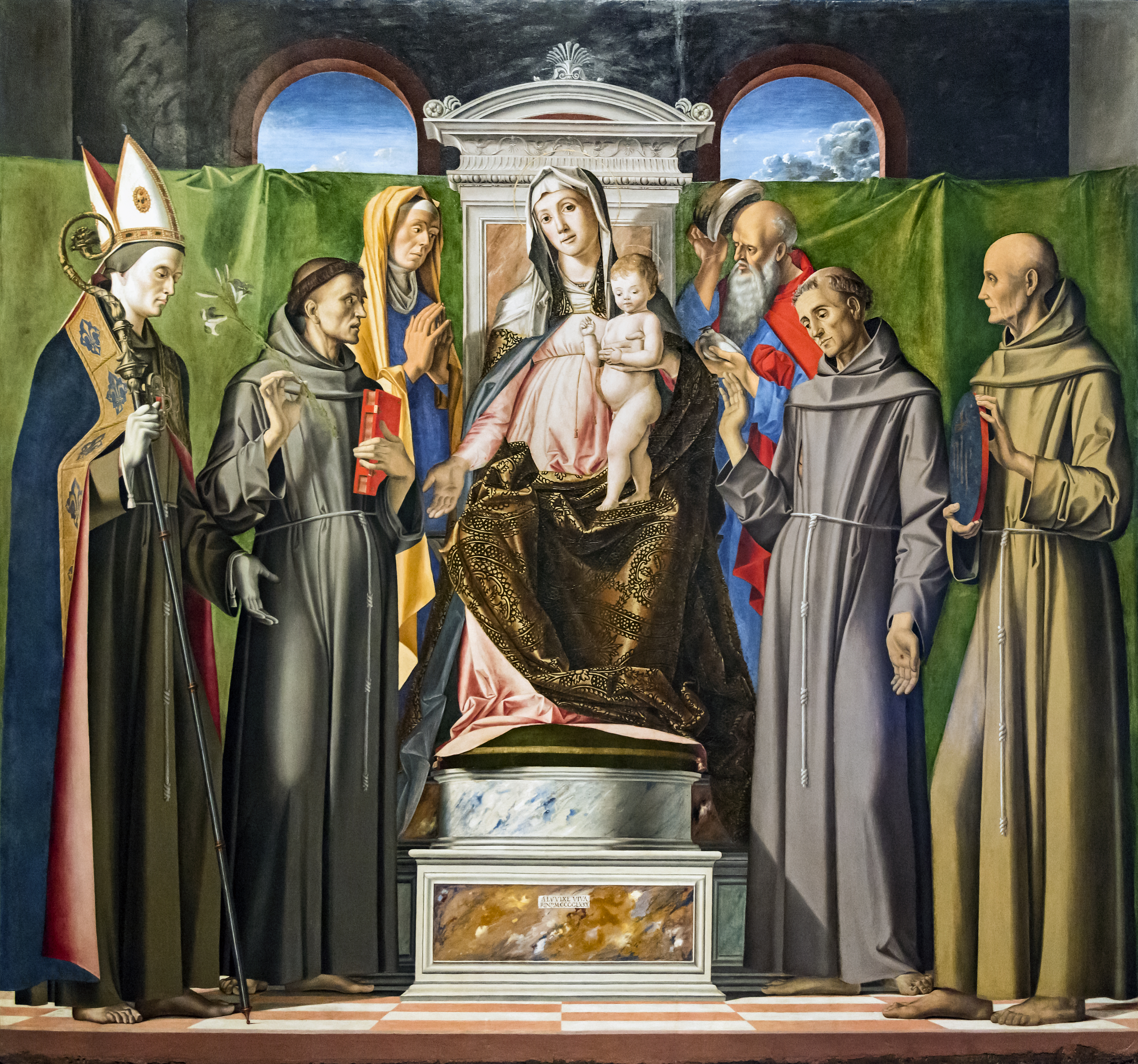
Madonna in trono con il Bambino tra i santi Anna, Gioachino, Ludovico da Tolosa, Antonio da Padova, Francesco d'Assisi e Bernardino da Siena, Gallerie dell'Accademia, Venezia

Alvise Vivarini (Venezia, tra il 1442 e il 1453 – Venezia, tra il 1503 e il 1505) è stato un pittore italiano.

## Biografia
L'artista, figlio di Antonio Vivarini e nipote di Bartolomeo Vivarini, nacque tra il 1445 e il 1451. La sua formazione avvenne all'ombra di Giovanni Bellini, oltre che inizialmente del padre e dello zio Bartolomeo, con un'attenzione giovanile a Lazzaro Bastiani. Alla fine del periodo formativo si avvicinò con interesse all'arte padovana di Andrea Mantegna.
La sua prima opera firmata e datata nota è il Polittico di Montefiorentino, dipinto da Alvise per il convento dei Minori Osservanti presso Frontino e conservato nella Galleria Nazionale delle Marche. Vi sono rappresentati la Madonna col Bambino in trono e i santi Francesco e Pietro, a sinistra, e Paolo e Giovanni Battista, a destra, secondo la tradizionale struttura dei polittici tardogotici, con tavole a fondo oro suddivise da una cornice riccamente intagliata. Firma e data sono leggibili sotto lo scomparto centrale del polittico: "1476 LUDOVICUS VIVARINUS MURIANENSIS P(inxit)".
Nel San Girolamo penitente, 1476-1477 circa, conservato nella pinacoteca dell'Accademia Carrara di Bergamo, il bellissimo brano naturalistico del paesaggio roccioso che sovrasta la figura del santo mostra quanto Alvise si allontanò presto dalle formule tradizionali tardogotiche. Altrettanto importante il paesaggio sullo sfondo del Cristo portacroce della Basilica dei Santi Giovanni e Paolo (Venezia) e del San Girolamo della National Gallery of Art di Washington.
Portò avanti l'importante bottega pittorica del padre e dello zio, sull'isola di Murano, seconda solo alla bottega dei Bellini nella Venezia di fine Quattrocento. Ad eccezione di alcuni ritratti, la produzione era prevalentemente di carattere religioso, dalle piccole tele di devozione privata alle grandi pale d'altare, ancora in forma di polittici, quali il polittico per la chiesa dell'Immacolata di Martinengo (Bergamo), suddiviso fra la Pinacoteca di Brera e il Museo Diocesano di Bergamo, e il Polittico della Pentecoste del monastero di Spirito Santo a Feltre, oggi nei Musei di stato di Berlino. La diffusione delle opere della bottega dei Vivarini non fu solo in area veneta, ma anche nell'area Adriatica fino all'estremo sud, come testimoniano il Polittico proveniente da Santa Caterina d'Alessandria a Galatina, oggi a Lecce, Museo archeologico provinciale Sigismondo Castromediano, o la Madonna in trono col Bambino della chiesa di S. Andrea a Barletta.
Fra i suoi maggiori lavori vi è la Sacra conversazione proveniente dalla chiesa di San Francesco a Treviso e esposta alle Gallerie dell'Accademia (1480). Rispetto a suo padre e suo zio, si tenne maggiormente al passo coi tempi, addolcendo la lezione padovana sull'esempio di Antonello da Messina, mantenendo però un contorno secco e una luce fredda, che fa apparire i colori lucidi come smalto, senza assimilare la rivoluzione luministica del messinese.
Capolavoro della maturità è ritenuto il Cristo risorto di San Giovanni in Bragora a Venezia, databile al 1497-98. Qui il corpo snello del Cristo appare già animato da una torsione che prelude al manierismo, così come le figure dei soldati sulla destra, ipnotizzati e scompigliati, con un moto opposto a quello del Risorto. Forme e colori più addolciti caratterizzano il Cristo benedicente, opera destinata alla devozione privata eseguita da Vivarini nel 1498, ed esposta alla Pinacoteca di Brera. Ultima opera dell'artista è ritenuta la Sacra conversazione (1500) conservata al Musée de Picardie di Amiens.
Molte sue opere, seppure documentate, sono andate perdute, come i teleri per il Salone del Gran Consiglio, la tela rappresentante San Gerolamo che conduce il leone in convento e i frati che fuggono terrorizzati (ricordata solamente da un'incisione) e uno stendardo processionale per la Scuola Grande di San Marco, e infine la belliniana Madonna in trono col Bambino e sei santi distrutta nel rogo dei dipinti del Kaiser Friedrich Museum (1945).

## Opere
- San Cristoforo, Antonio Vivarini con la collaborazione di Alvise?, Città del Vaticano, Pinacoteca Vaticana (1464);
- Incoronazione della Vergine e santi, Antonio e Bartolomeo Vivarini con la collaborazione di Alvise?, Osimo, Museo Civico (1465 circa)[7];
- Cristo passo, Antonio Vivarini con la collaborazione di Alvise?, Bari, Pinacoteca Provinciale Corrado Giaquinto (1467);
- Pietà, atelier dei Vivarini con la partecipazione di Alvise, Museo civico di Bassano del Grappa (1467-1469);
- Dossale di santa Chiara di Murano, Antonio ed Alvise Vivarini, Natività, San Gerolamo penitente La Spezia, Museo civico Amedeo Lia;
- Andata al calvario, Deposizione nel sepolcro, Resurrezione, Marie al sepolcro, Firenze, collezione Vittorio Frascione, Angelo annunziante, Vergine annunziata, Deposizione dalla croce, Cristo dinanzi a Pilato, già Brescia, Galleria Armondi; San Gerolamo penitente nel deserto, Martirio di una santa, Martirio di una santa, San Francesco riceve le stimmate, Ingresso in Gerusalemme, Ultima cena, Lavanda dei piedi, Orazione nell'orto, Cattura di Cristo, Cristo condotto dinanzi ad Erode, Cristo condotto dinanzi a Caifas, Flagellazione, Cristo dinanzi a Pilato, Crocifissione, Deposizione dalla croce, Discesa al Limbo, ubicazione sconosciuta (1467-1469 circa);
- Sant'Agostino, Venezia, Gallerie dell'Accademia (1469);
- Polittico di santa Caterina d'Alessandria, Alvise e Bartolomeo Vivarini con aiuti, Lecce, Museo archeologico provinciale Sigismondo Castromediano;
- Crocifissione, Milano, Museo Poldi Pezzoli, (1469-1471);
- Arco trionfale del doge Niccolò Tron, 1471-73, Gallerie dell'Accademia[8];
- San Giovanni Battista, 1475, 48.5 x 33.5 cm, Museo Thyssen-Bornemisza, Madrid
- San Girolamo leggente, 1476, National Gallery of Art di Washington;
- Assunzione della Vergine, Pinacoteca di Brera, 1476-1478, eseguita per la chiesa dell’Immacolata di Martinengo, in origine sormontata da una lunetta raffigurante la Pietà (al Museo Diocesano di Bergamo)
- Polittico della Pentecoste, 1478-1480, Gemäldegalerie, Musei di stato di Berlino, dalla la chiesa del monastero francescano di Spirito Santo a Feltre
- San Francesco d'Assisi; Madonna con Bambino in trono; San Bernardino da Siena. Napoli, Museo Nazionale di Capodimonte[9];
- Santi Giovanni Battista e Girolamo, Denver Art Museum dalla collezione Kress
- San Bonaventura da Bagnoregio, Marion Koogler Mc-Nay Art Museum di San Antonio
- Sacra conversazione, Venezia, Gallerie dell'Accademia (1480)
- Sant’Antonio da Padova, 1480-81 circa, tempera su tavola, cm 29,7 x 22,5, Venezia, Museo Correr
- Ritratto maschile e Madonna col Bambino, National Gallery di Londra[10];
- Alvise Vivarini (e Jacopo da Valenza?), Madonna col Bambino, tecnica mista su tavola, trasportata su tela, 138 x 75 cm, Barletta, Chiesa di Sant'Andrea (1483)
- Santi Francesco e Giovanni, Pavia, Pinacoteca Malaspina (1490 circa)[11]
- Ritratto di Luca Pacioli, Napoli, Museo nazionale di Capodimonte, dubitativamente attribuito, (1495),[12]
- Madonna col Bambino e due angeli musicanti, Chiesa del Santissimo Redentore, Venezia
- Ritratto maschile, 1495, National Gallery of Art di Washington D.C.;
- Cristo benedicente, 1498, Pinacoteca di Brera.
- Cristo risorto, San Marco, Cristo, San Giovanni Evangelista, 1497- 98, olio su tavola, cm 145 x 76, Venezia, Chiesa di San Giovanni in Bragora
- Sacra conversazione (1500) conservata al Musée de Picardie di Amiens.
- Sant'Ambrogio in trono e santi, 1503, terminata dall’allievo Marco Basaiti, Basilica di Santa Maria Gloriosa dei Frari

## Galleria d'immagini

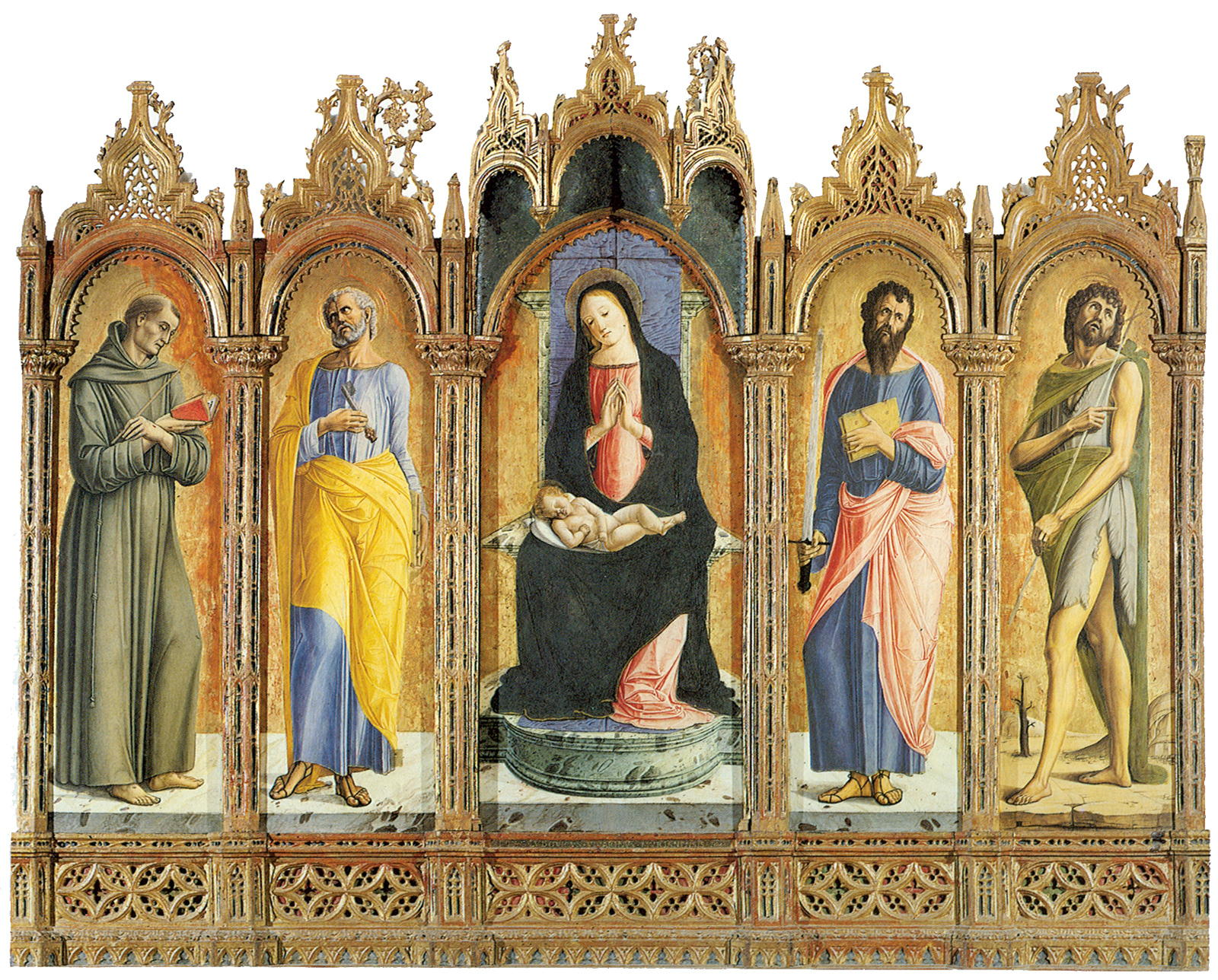
Polittico di Montefiorentino, 1476 circa, Urbino, Galleria Nazionale delle Marche
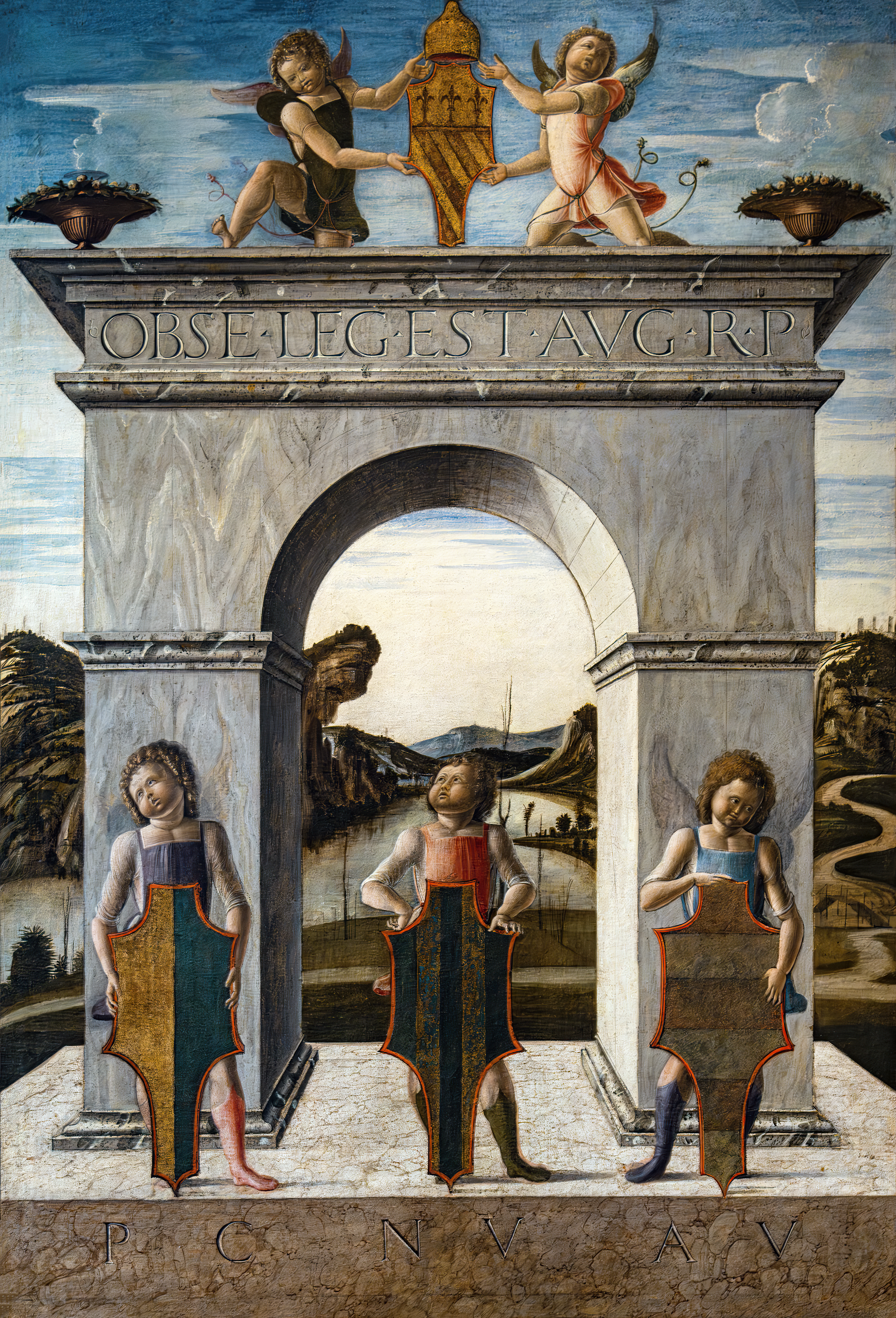
Arco trionfale del doge Nicolò Tron, 1471-73, Venezia, Gallerie dell'Accademia
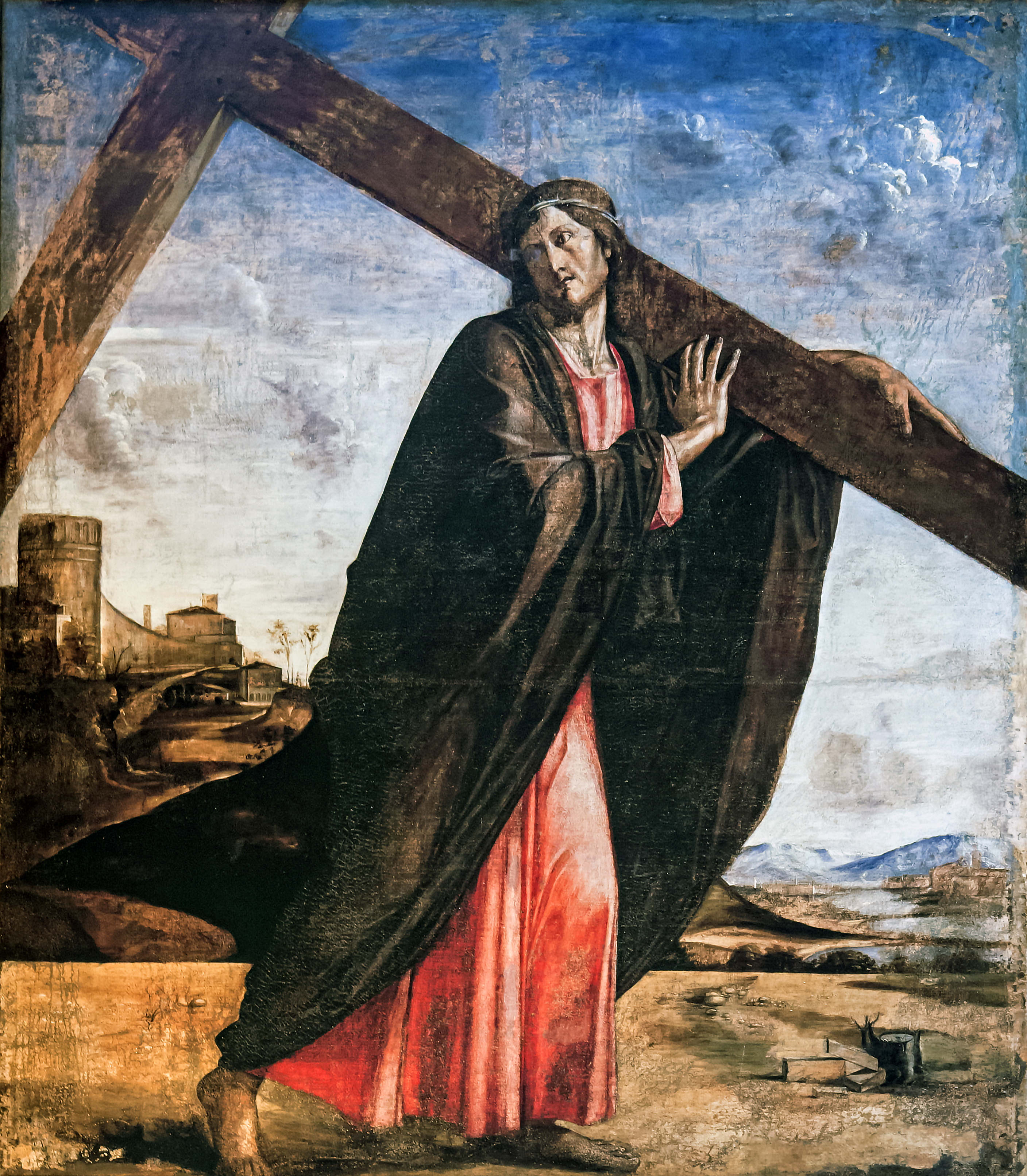
Cristo portacroce, ante 1502,Venezia, Basilica dei Santi Giovanni e Paolo
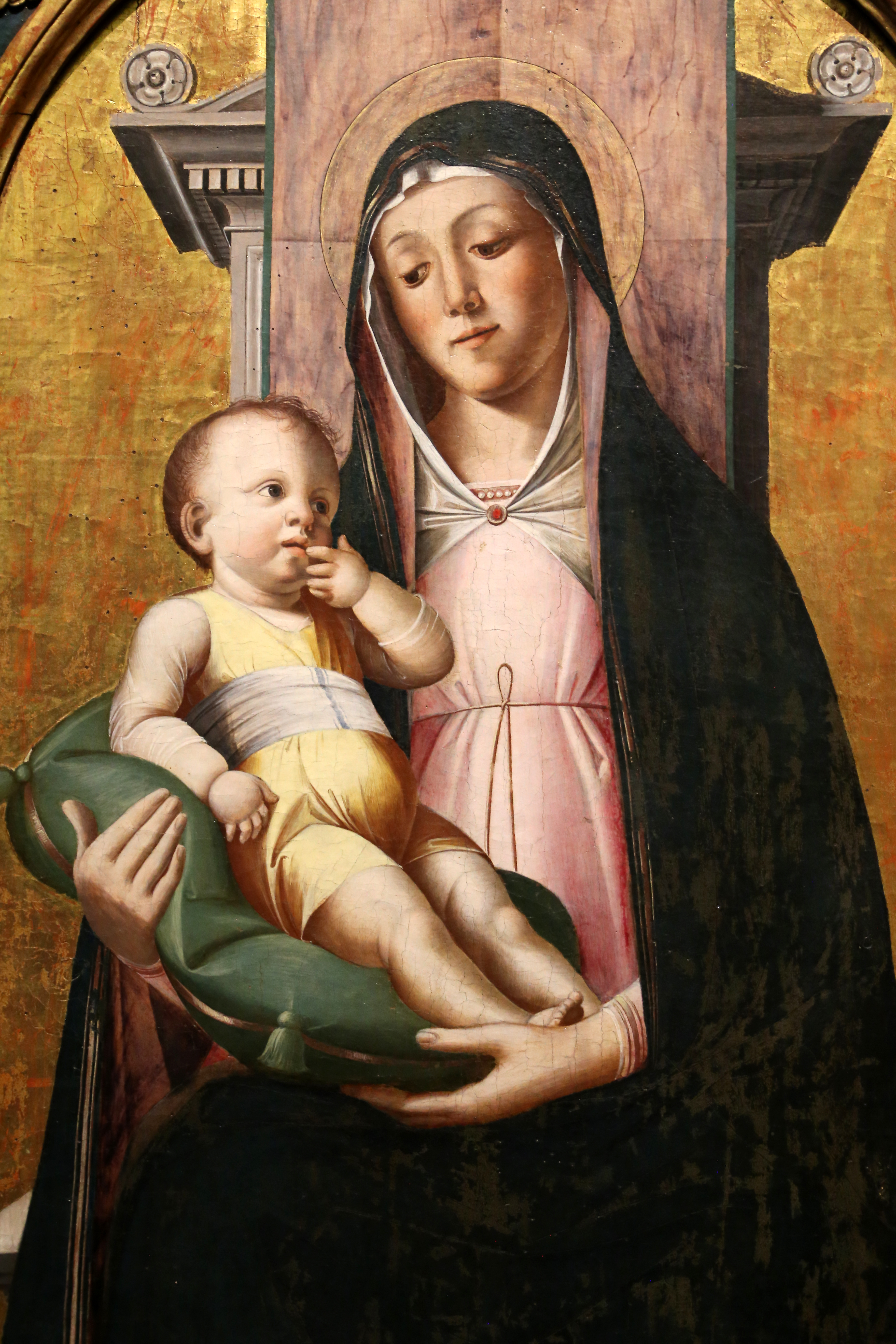
Madonna col Bambino, 1483, Barletta, Sant'Andrea
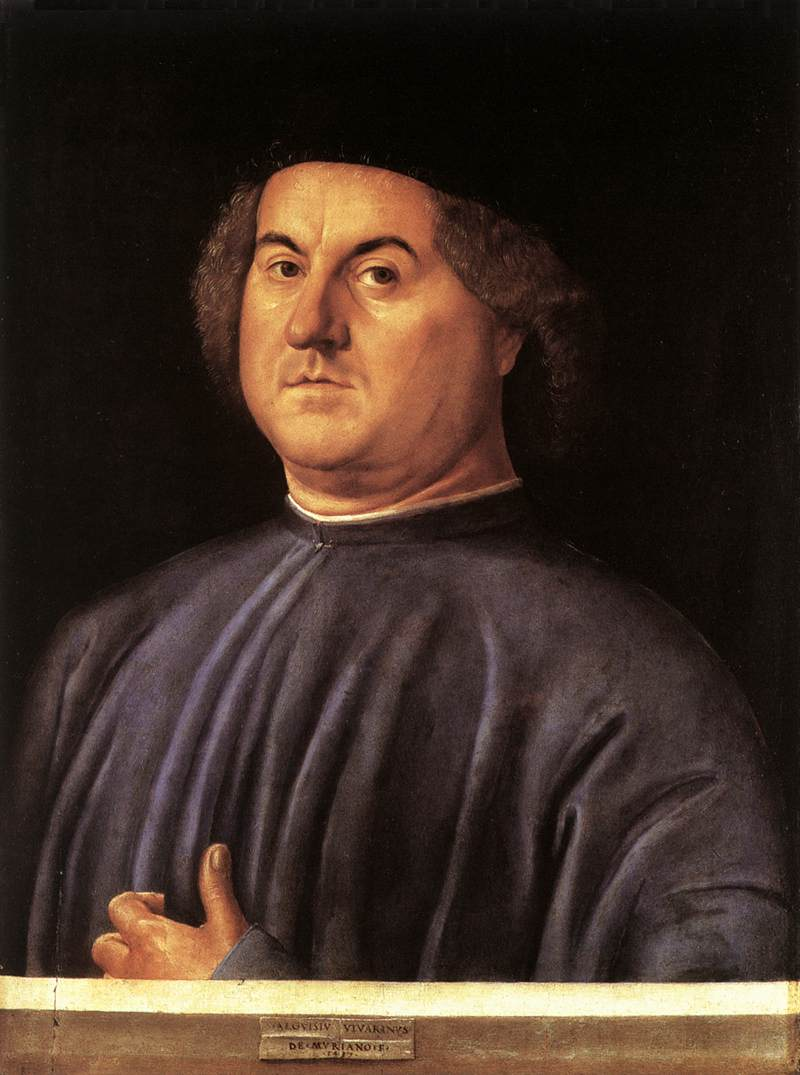
Ritratto maschile, 1497, Londra, National Gallery
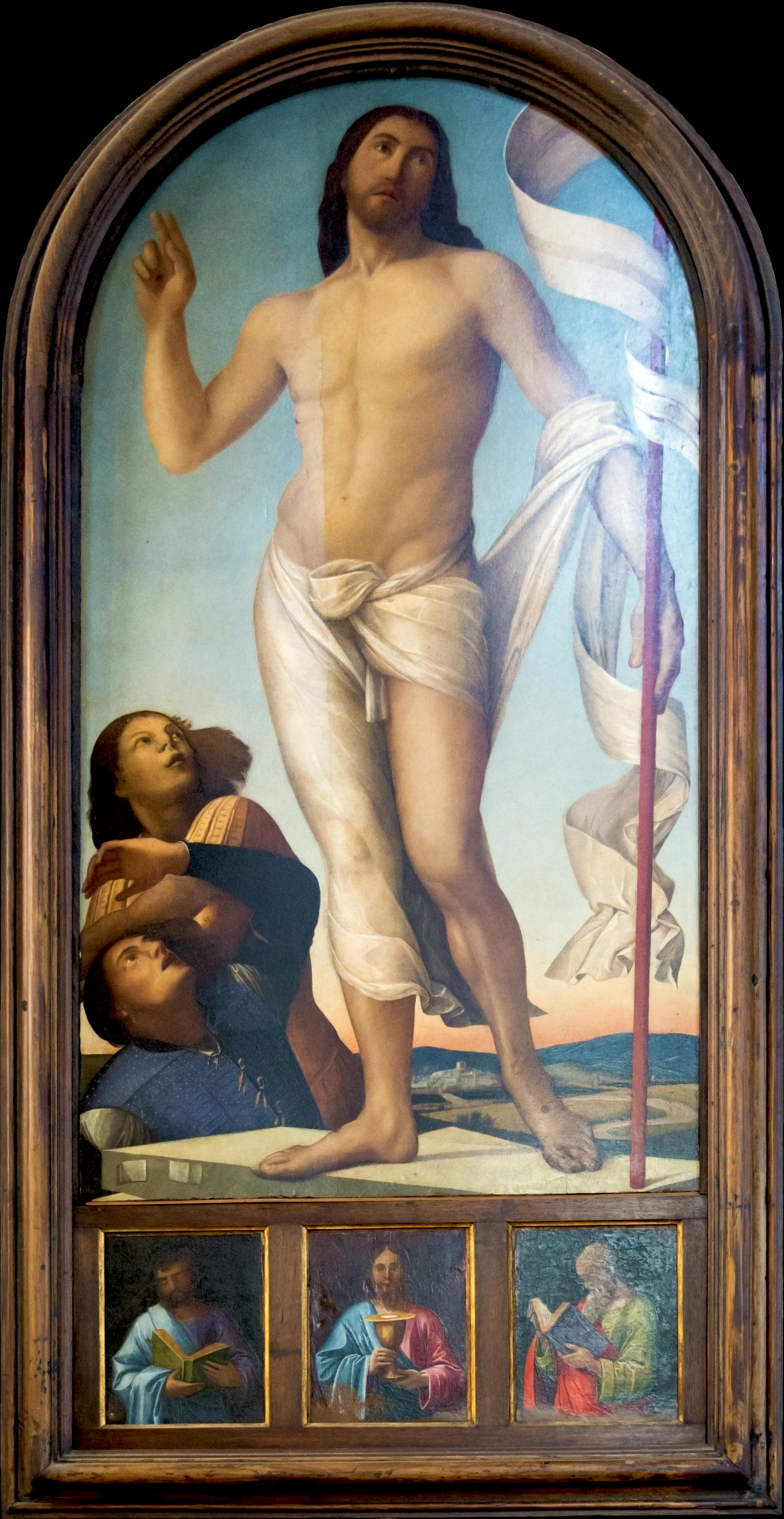
Cristo risorto, 1497-98, Venezia, San Giovanni in Bragora